# ГЕС Otter Rapids
ГЕС Otter Rapids — гідроелектростанція у канадській провінції Онтаріо. Знаходячись після ГЕС Абітібі-Каньйон, становить нижній ступінь каскаду на річці Абітібі, правій притоці річки Мус (має устя на південному узбережжі затоки Джеймс — південно-східної частини Гудзонової затоки).
У межах проекту річку перекрили бетонною греблею довжиною понад три сотні метрів, до якої обабіч прилягають коротші насипні ділянки. Створений цією спорудою підіпр поширився по долині річки до розташованої за 37 км станції Абітітбі-Каньйон.
Для подачі додаткового ресурсу в 1963 році річку Літтл-Абітібі (права притока Абітібі, що впадає нижче за Otter Rapids) перекрили греблею, котра дозволила спрямувати ресурс до каналу довжиною 2 км, що виходить у Нью-Пост-Крік (також права притока Абітібі, котра має устя вище за греблю станції). У 2017-му на цьому струмку звели ГЕС Peter Sutherland Sr. потужністю 28 МВт.
У пригреблевому машинному залі ГЕС Otter Rapids встановили чотири пропелерні турбіни потужністю по 46 МВт.
Видача продукції відбувається по ЛЕП, розрахованій на роботу під напругою 115 кВ.